# Santiago Lanzuela
Santiago Lanzuela Marina (Teruel, 27 settembre 1948 – Madrid, 16 aprile 2020) è stato un politico ed economista spagnolo.

## Biografia
Nato a Teruel, in Aragona, visse e studiò nel vicino comune di Cella per poi trasferirsi nel capoluogo aragonese di Saragozza dove presso il collegio di El Salvador de los Jesuitas ottenne il baccellierato. Proseguì gli studi universitari di scienze economiche e imprenditoriali a Valencia presso l'università pubblica, lavorando come professore aggiunto della facoltà di scienze economiche tra il 1971 e il 1973.

### Carriera politica
Tra il 1974 e il 1976 fu capo della delegazione spagnola di cooperazione con il Nicaragua, venendo poi assunto nella segreteria del Ministero del lavoro spagnolo.
Negli anni '80 entrò tra le file del Partito Popolare venendo nominato nel 1989 Consigliere per l'economia e le imprese nel governo aragonese. Nel 1991 fu eletto nella circoscrizione di Saragozza alle Corti aragonesi, servendo dalla terza alla quinta legislatura; terminò il proprio mandato nel 2000, anno in cui fu eletto al Congresso dei deputati nella circoscrizione di Teruel, dove rimase fino alle dimissioni del 2014.

### Malattie e morte
Nell'agosto 2019 fu colpito da un ictus, dal quale riuscì a riprendersi. Nel marzo del 2020, essendo risultato positivo al virus SARS-CoV-2, fu ricoverato in un ospedale madrileno dove è poi morto nell'aprile 2020 all'età di 71 anni dopo aver passato 19 giorni in terapia intensiva.